# آغوش و بوسه (ترانه)
«آغوش و بوسه» (انگلیسی: Hugs & Kisses) ترانه‌ای از خواننده اهل کره جنوبی، جیسو است. این ترانه چهارمین قطعهٔ نخستین آلبوم چندآهنگهٔ او به نام آمورتیج (۲۰۲۵) است که در ۱۴ فوریه ۲۰۲۵ توسط بلیسو و وارنر رکوردز منتشر شد. این ترانه با ترکیب عناصری از الکتروپاپ، پاپ راک و بابلگام پاپ، احساسات یک زن در مورد رشد و استقامت پس از یک ناامیدی عاشقانه را به تصویر می‌کشد. متن ترانه توسط جیسو، جک برادی، جردن رومان، آستین وولف و کلویی کوپلوف نوشته شده تولید آن نیز توسط بلیسو و د وِیوز انجام شده است.
«آغوش و بوسه» به جایگاه ۴۳ در جدول دانلود سرکل در کره جنوبی رسید و در سنگاپور و نیوزیلند نیز وارد جدول‌ها شد. منتقدان به ستایش از شعر، تولید و اجرای مطمئن جیسو پرداختند و ساختار آوازخوانی چالش‌برانگیز ترانه و گسترش دامنه صدای او را مورد توجه قرار دادند.

## جدول‌های موسیقی
| جدول (۲۰۲۵)                       | بالاترین جایگاه |
| --------------------------------- | --------------- |
| تک‌آهنگ‌های داغ نیوزیلند (آرام‌ان‌زی) | ۳۳              |
| سنگاپور منطقه‌ای (آرآی‌ای‌اس)        | ۱۹              |
| کره جنوبی دانلود (سرکل)           | ۴۳              |

## تاریخچه انتشار
| منطقه | تاریخ         | فرمت                  | ناشر        | منابع |
| ----- | ------------- | --------------------- | ----------- | ----- |
| مختلف | ۱۴ فوریه ۲۰۲۵ | دانلود دیجیتال استریم | بلیسو وارنر | [ ۴ ] |